# Lijst van voetbalinterlands Ethiopië - Soedan
Deze lijst van voetbalinterlands is een overzicht van alle officiële voetbalwedstrijden tussen de nationale teams van Ethiopië en Soedan. De landen hebben tot op heden 36 keer tegen elkaar gespeeld. De eerste wedstrijd, een vriendschappelijk duel, was op 16 november 1956 in Addis Abeba. De laatste confrontatie, een kwalificatiewedstrijd voor het African Championship of Nations 2024, vond plaats op 25 december 2024 in Benghazi (Libië). 

## Wedstrijden
| #  | Plaats        | Datum             | Competitie                                        | Wedstrijd         | Uitslag |
| -- | ------------- | ----------------- | ------------------------------------------------- | ----------------- | ------- |
| 1  | Addis Abeba   | 16 november 1956  | Vriendschappelijk                                 | Ethiopië − Soedan | 2 − 1   |
| 2  | Caïro         | 25 mei 1959       | Afrika Cup 1959                                   | Soedan − Ethiopië | 1 − 0   |
| 3  | Khartoem      | 28 maart 1965     | Afrika Cup 1965 kwalificatie                      | Soedan − Ethiopië | 2 − 1   |
| 4  | Addis Abeba   | 25 april 1965     | Afrika Cup 1965 kwalificatie                      | Ethiopië − Soedan | 2 − 1   |
| 5  | Addis Abeba   | 4 mei 1969        | WK 1970 kwalificatie                              | Ethiopië − Soedan | 1 − 1   |
| 6  | Khartoem      | 11 mei 1969       | WK 1970 kwalificatie                              | Soedan − Ethiopië | 3 − 1   |
| 7  | Khartoem      | 6 februari 1970   | Afrika Cup 1970                                   | Soedan − Ethiopië | 3 − 0   |
| 8  | Addis Abeba   | 19 april 1981     | Vriendschappelijk                                 | Ethiopië − Soedan | 1 − 1   |
| 9  | Addis Abeba   | 21 april 1981     | Vriendschappelijk                                 | Ethiopië − Soedan | 2 − 0   |
| 10 | Nairobi       | 19 november 1983  | CECAFA Cup 1983                                   | Soedan − Ethiopië | 2 − 0   |
| 11 | Addis Abeba   | 30 augustus 1992  | Afrika Cup 1994 kwalificatie                      | Ethiopië − Soedan | 3 − 0   |
| 12 | Addis Abeba   | 26 mei 1993       | Vriendschappelijk                                 | Ethiopië − Soedan | 1 − 1   |
| 13 | Khartoem      | 9 juli 1993       | Afrika Cup 1994 kwalificatie                      | Soedan − Ethiopië | 1 − 0   |
| 14 | Addis Abeba   | 22 januari 1995   | Afrika Cup 1996 kwalificatie                      | Ethiopië − Soedan | 2 − 0   |
| 15 | Khartoem      | 30 juli 1995      | Afrika Cup 1994 kwalificatie                      | Soedan − Ethiopië | 3 − 0   |
| 16 | Kigali        | 27 juli 1999      | CECAFA Cup 1999                                   | Ethiopië − Soedan | 0 − 0   |
| 17 | Addis Abeba   | 5 maart 2000      | Vriendschappelijk                                 | Ethiopië − Soedan | 1 − 0   |
| 18 | Khartoem      | 30 juli 2002      | Vriendschappelijk                                 | Soedan − Ethiopië | 3 − 0   |
| 19 | Khartoem      | 12 maart 2005     | Vriendschappelijk                                 | Soedan − Ethiopië | 3 − 1   |
| 20 | Khartoem      | 24 november 2005  | Vriendschappelijk                                 | Soedan − Ethiopië | 1 − 5   |
| 21 | Kigali        | 1 december 2005   | CECAFA Cup 2005                                   | Ethiopië − Soedan | 3 − 1   |
| 22 | Arusha        | 15 december 2007  | CECAFA Cup 2007                                   | Ethiopië − Soedan | 0 − 0   |
| 23 | Addis Abeba   | 28 mei 2011       | Vriendschappelijk                                 | Ethiopië − Soedan | 1 − 2   |
| 24 | Dar es Salaam | 28 november 2011  | CECAFA Cup 2011                                   | Soedan − Ethiopië | 1 − 1   |
| 25 | Omdurman      | 8 september 2012  | Afrika Cup 2013 kwalificatie                      | Soedan − Ethiopië | 5 − 3   |
| 26 | Addis Abeba   | 14 oktober 2012   | Afrika Cup 2013 kwalificatie                      | Ethiopië − Soedan | 2 − 0   |
| 27 | Addis Abeba   | 25 mei 2013       | Vriendschappelijk                                 | Ethiopië − Soedan | 2 − 0   |
| 28 | Mombassa      | 8 december 2013   | CECAFA Cup 2013                                   | Ethiopië − Soedan | 0 − 2   |
| 29 | Awasa         | 13 augustus 2017  | African Championship of Nations 2018 kwalificatie | Ethiopië − Soedan | 1 − 1   |
| 30 | El Obeid      | 18 augustus 2017  | African Championship of Nations 2018 kwalificatie | Soedan − Ethiopië | 1 − 0   |
| 31 | Addis Abeba   | 6 november 2020   | Vriendschappelijk                                 | Ethiopië − Soedan | 2 − 2   |
| 32 | Limbe         | 30 november 2021  | Vriendschappelijk                                 | Soedan − Ethiopië | 2 − 3   |
| 33 | Addis Abeba   | 23 september 2022 | Vriendschappelijk                                 | Ethiopië − Soedan | 1 − 1   |
| 34 | Addis Abeba   | 26 september 2022 | Vriendschappelijk                                 | Ethiopië − Soedan | 2 − 2   |
| 35 | Benghazi      | 22 december 2024  | African Championship of Nations 2024 kwalificatie | Ethiopië − Soedan | 0 − 2   |
| 36 | Benghazi      | 25 december 2024  | African Championship of Nations 2024 kwalificatie | Soedan − Ethiopië | 2 − 1   |

## Samenvatting
| Competitie                                   | Totaal gespeeld | Winst Ethiopië | Gelijk | Winst Soedan | Doelsaldo Ethiopië – Soedan |
| -------------------------------------------- | --------------- | -------------- | ------ | ------------ | --------------------------- |
| WK-kwalificatie                              | 2               | 0              | 1      | 1            | 2 − 4                       |
| Afrika Cup                                   | 2               | 0              | 0      | 2            | 0 − 4                       |
| Afrika Cup-kwalificatie                      | 8               | 4              | 0      | 4            | 13 − 12                     |
| African Championship of Nations-kwalificatie | 4               | 0              | 1      | 3            | 2 − 6                       |
| CECAFA Cup                                   | 6               | 1              | 3      | 2            | 4 − 6                       |
| Vriendschappelijk                            | 14              | 6              | 5      | 3            | 24 − 19                     |
| Totaal                                       | 36              | 11             | 10     | 15           | 45 − 51                     |

Wedstrijden bepaald door strafschoppen worden, in lijn met de FIFA, als een gelijkspel gerekend.
EFF · 
A-internationals · 
Ethiopisch vrouwenelftal · Olympisch elftal
1940 – 1949 · 
1950 – 1959 · 
1960 – 1969 · 
1970 – 1979 · 
1980 – 1989 · 
1990 – 1999 · 
2000 – 2009 · 
2010 – 2019 ·
2020 − 2029
Algerije ·
Angola ·
Benin ·
Botswana ·
Burkina Faso ·
Burundi ·
Centraal-Afrikaanse Republiek ·
Comoren ·
Congo-Brazzaville ·
Congo-Kinshasa ·
Djibouti ·
Egypte ·
Ghana ·
Griekenland ·
Guinee ·
Guinee-Bissau ·
Guyana ·
Israël ·
Ivoorkust ·
Jemen ·
Joegoslavië ·
Kaapverdië ·
Kameroen ·
Kenia ·
Lesotho ·
Liberia ·
Libië ·
Madagaskar ·
Malawi ·
Mali ·
Marokko ·
Mauritanië ·
Mauritius ·
Mozambique ·
Namibië ·
Niger ·
Nigeria ·
Oeganda ·
Rwanda ·
Sao Tomé en Principe ·
Senegal ·
Seychellen ·
Sierra Leone ·
Soedan ·
Somalië ·
Tanzania ·
Togo ·
Tsjaad ·
Tunesië ·
Turkije ·
Zambia ·
Zimbabwe ·
Zuid-Afrika ·
Zuid-Jemen ·
Zuid-Soedan
SFA ·
Bondscoaches ·
Topscorers ·
Soedanees vrouwenelftal
1956 · 
1957 · 
1958 · 
1959 · 
1960 · 
1961 · 
1962 · 
1963 · 
1964 · 
1965 · 
1966 · 
1967 · 
1968 · 
1969 · 
1970 · 
1971 · 
1972 · 
1973 · 
1974 · 
1975 · 
1976 · 
1977 · 
1978 · 
1979 · 
1980 · 
1981 · 
1982 · 
1983 · 
1984 · 
1985 · 
1986 · 
1987 · 
1988 · 
1989 · 
1990 · 
1991 · 
1992 · 
1993 · 
1994 · 
1995 · 
1996 · 
1997 · 
1998 · 
1999 · 
2000 · 
2001 · 
2002 · 
2003 · 
2004 · 
2005 · 
2006 · 
2007 · 
2008 · 
2009 · 
2010 · 
2011 · 
2012 · 
2013 · 
2014 ·
2015 ·
2016 ·
2017 ·
2018 ·
2019 ·
2020 ·
2021
Algerije ·
Angola ·
Bahrein ·
Bangladesh ·
Benin ·
Burkina Faso ·
Burundi ·
Centraal-Afrikaanse Republiek ·
China ·
Congo-Brazzaville ·
Congo-Kinshasa ·
Djibouti ·
Egypte ·
Equatoriaal-Guinea ·
Eritrea ·
Ethiopië ·
Gabon ·
Ghana ·
Guinee ·
Guinee-Bissau ·
Irak ·
Ivoorkust ·
Jemen ·
Jordanië ·
Kameroen ·
Kenia ·
Koeweit ·
Lesotho ·
Libanon ·
Liberia ·
Libië ·
Madagaskar ·
Malawi ·
Mali ·
Marokko ·
Mauritanië ·
Mauritius ·
Mozambique ·
Nieuw-Zeeland ·
Niger ·
Nigeria ·
Oeganda ·
Oman ·
Palestina ·
Qatar ·
Rwanda ·
Saoedi-Arabië ·
Sao Tomé en Principe ·
Senegal ·
Seychellen ·
Sierra Leone ·
Somalië ·
Sri Lanka ·
Swaziland ·
Syrië ·
Tanzania ·
Togo ·
Tsjaad ·
Tunesië ·
Verenigde Arabische Emiraten ·
Zambia ·
Zimbabwe ·
Zuid-Afrika ·
Zuid-Korea ·
Zuid-Soedan